# Csontó Lajos
Csontó Lajos (Budapest, 1964. október 9.–) Munkácsy Mihály-díjas (2007) magyar képzőművész. Az Eszterházy Károly Egyetem vizuális művészeti tanszékén docens (2006).

## Életpályája
Szülei: Csontó Lajos és Nagy Margit. 1985-1990 között a Magyar Képzőművészeti Főiskola hallgatója volt sokszorosító grafika szakon. 1990-1992 között ugyanitt végezte el a mesterképzőt. 2005-ben a Római Magyar Akadémián volt ösztöndíjas.

## Kiállításai

### Egyéni
- 1988, 1991, 1993, 2006 Esztergom
- 1990 Jászberény, Budapest
- 1992-1995, 1997-1998 Budapest
- 1994 Prága
- 1996 Nyíregyháza, Szentendre
- 1997, Miskolc, Szeged
- 2003-2004 Pécs
- 2007 Eger

### Csoportos
- 1988, 1990, 1992, 1994 Esztergom
- 1989 Keszthely, New York
- 1990-1996 Budapest
- 1991 Szeged, Krakkó, Győr, Miskolc, Dorog
- 1992 Miskolc, Eger
- 1993 Prága, Nyíregyháza, Hódmezővásárhely, Salgótarján, Nagykőrös, Győr, Miskolc, Zágráb
- 1994 Pécs, Dunaújváros, Miskolc, Szombathely
- 1995 Pécs, Prága, Szentendre, Miskolc
- 1996 Győr, Szeged
- 1997 Szeged, Sopron

## Művei
- Hűséges eső (1998)
- Türelem (1999)
- Kirakat (2000)
- Félreértettél, de hát ez a dolgod (2000)
- Mindig mindent, soha semmit (2000)
- Szokás dolga 2. - Nem akarok úgy meghalni... (2000)
- Restart (2002)
- Reflex (2003)
- My Wife (2003)
- Bukta Imre-Csontó Lajos (2003)
- Ha gondolod... (2004)
- A zene szép (2004)
- Egykettő (2004)
- Emberkovácsolás (2005)
- Még nem elég (2005)
- History 2.-3. (2005)
- Zene (2006) - No. 2
- Lecke (2006)
- A dobos (2007)
- Közös nevező (2007)
- Irodalom (2007)
- Pilisborosjenő, Mester utca (2008)
- Szamarak (2008)
- Eger, Dobó tér (2008)
- Godspeed (2008)
- Lassan minden semmi (2008)
- Válogatás, 27. (2009)
- Válogatás, 49. (2009)
- Válogatás, 56 (2009)

## Díjai, kitüntetései
- Derkovits Gyula képzőművészeti ösztöndíj (1992-1995)
- Neufeld Anna-díj